# Aphanopleura zangelanica
Aphanopleura zangelanica е вид растение от семейство Сенникови (Apiaceae).

## Разпространение
Видът е ендемичен за Зангелан, област в Азербайджан.